# Disfunción sexual
Se llama disfunción a la etapa del acto sexual (que incluye deseo, excitación, orgasmo y resolución) que impide al individuo o la pareja disfrutar la actividad sexual.
Las disfunciones sexuales pueden manifestarse al comienzo de la vida sexual de la persona o pueden desarrollarse más adelante. Algunas de ellas pueden desarrollarse paulatinamente con el tiempo, y otras pueden aparecer súbitamente como incapacidad total o parcial para participar de una o más etapas del acto sexual. Las causas de las disfunciones sexuales pueden ser físicas, psicológicas o ambas.

## Causas
Los factores emocionales que afectan a la vida sexual incluyen tanto problemas interpersonales (como problemas de pareja o falta de confianza y comunicación) como psicológicos del individuo (depresión, miedos y culpa, traumas, entre otras).
Los factores físicos incluyen drogas (alcohol, nicotina, narcóticos, estimulantes, antihipertensivos, antihistamínicos y algunos medicamentos psicoterapéuticos), lesiones de espalda, hiperplasia prostática benigna, problemas de riego sanguíneo, daños nerviosos (como heridas en la médula espinal), diversas enfermedades (neuropatía diabética, esclerosis múltiple, tumores y, raramente, sífilis terciaria), fallos en varios sistemas orgánicos (como el corazón y los pulmones), desórdenes endocrinos (problemas en tiroides, pituitaria o glándula suprarrenal), deficiencias hormonales (déficit de testosterona, estrógeno o andrógenos) y algunas enfermedades congénitas.

## Clasificación
Las disfunciones sexuales suelen clasificarse en cuatro categorías:
1. Trastornos del deseo sexual o anafrodisia. Puede deberse a una bajada del nivel normal de producción del estrógeno (en las mujeres) o la testosterona (en los varones). Otras causas pueden ser la edad, la fatiga, el embarazo, la medicación (como los ISRS) o enfermedades psiquiátricas, como depresión o ansiedad.
2. Trastornos de la excitación sexual, previamente llamados «impotencia» en los hombres y «frigidez» en las mujeres, aunque ahora se usan términos menos críticos: para los hombres, se emplea el de «disfunción eréctil» y para las mujeres se utilizan diferentes alusivos a los diversos problemas. Estos desórdenes se manifiestan como aversión o elusión del contacto sexual con la pareja. Puede haber causas médicas para estos problemas, como insuficiente riego sanguíneo o falta de lubricación vaginal. Las enfermedades crónicas también contribuyen, así como la naturaleza de la relación entre las partes.
3. Trastornos del orgasmo, como el retraso persistente o la ausencia de orgasmo tras una fase normal de excitación sexual. Estos trastornos ocurren tanto en hombre como en mujeres. De nuevo, los antidepresivos ISRS son con frecuencia culpables.
4. Trastornos de dolor sexual, que afectan casi exclusivamente a las mujeres y se conocen como dispareunia (intercambio sexual doloroso) y vaginismo (espamos involuntarios de los músculos de la pared vaginal que dificultan o impiden el coito). La dispareunia puede ser provocada en las mujeres por una lubricación insuficiente (sequedad vaginal).

La lubricación inadecuada puede deberse a una excitación o estimulación insuficiente, o bien a cambios hormonales provocados por la menopausia, el embarazo o la lactancia. La irritación debida a cremas y espumas anticonceptivas puede también provocar sequedad, así como también el miedo y la ansiedad por el acto sexual.
No están claras cuáles son las causas exactas del vaginismo, pero se cree que un trauma sexual anterior (como una violación o abusos) pueden desempeñar un papel importante. Otro trastorno sexual femenino doloroso se denomina vulvodinia o vestibulitis vulvar, que parece estar relacionado con problemas en la piel de las zonas vaginal y vulvar. Se desconocen sus causas.

## Síntomas

### Trastornos sexuales psicológicos
La cuarta edición del Manual diagnóstico y estadístico de los trastornos mentales de la Asociación Estadounidense de Psiquiatría enumera los siguientes desórdenes sexuales psicológicos:
- Deseo sexual hipoactivo (véase también asexualidad)
- Trastorno de aversión sexual (elusión o falta de deseo de intercambio sexual)
- Trastorno de excitación sexual femenina (fallo de la normal respuesta de excitación sexual: lubricación, etcétera)
- Disfunción eréctil masculina
- Trastorno del orgasmo femenino (véase anorgasmia)
- Trastorno del orgasmo masculino (véase eyaculación retardada)
- Eyaculación precoz

- Dispareunia
- Vaginismo
- Disfunción sexual secundaria
- Parafilias
- Trastorno de identidad de género
- Trastorno de estrés postraumático debido a mutilación genital o abusos infantiles

### Otros problemas sexuales
- Insatisfacción sexual (no específica)
- Deseo sexual inhibido o frigidez
- Anorgasmia
- Disfunción eréctil
- Enfermedades de transmisión sexual
- Retardo o ausencia de eyaculación tras un estimulación adecuada
- Incapacidad para controlar el momento de la eyaculación
- Incapacidad para relajar los músculos de la pared vaginal lo suficiente para permitir el coito
- Lubricación vaginal inadecuada antes y durante el coito sexual
- Dolor en la vulva o la vagina durante el contacto sexual
- Infelicidad o confusión respecto a la orientación sexual
- Las personas transexuales o transgénero pueden tener problemas sexuales (antes o después de la cirugía), aunque la condición transexual o transgénero no sea un problema sexual en sí mismo.
- Síndrome de excitación sexual persistente
- Adicción al sexo
- Hipersexualidad
- Ablación de clítoris
- Circuncisión

### Otros problemas relacionados
- Parafilias
- Infertilidad

## Estudios clínicos
Dado que la gente no suele hablar entre sí sobre sus problemas sexuales, muchas personas creen que son «anormales» o que sus problemas sexuales son únicos o vergonzosos. Las imágenes de la sexualidad presentadas por la sociedad y los medios de comunicación suelen presentar a la gente ideales de conducta sexual poco realistas, ya sea los de castidad y fidelidad sexual presentados por la religión o de inagotabilidad sexual y promiscuidad presentados por la pornografía. Ninguna de estas imágenes parece ser representativas del comportamiento humano normal en la vida real. Todo lo anterior se ha resumido con la frase: «Todo el mundo miente sobre sexo».
El comienzo de los estudio clínico genuino de los problemas sexuales suele fecharse no más allá de 1970 cuando Masters & Johnson publicaron Insuficiencia sexual humana (Human Sexual Inadequacy), como resultado de cerca de una década de trabajo en la Fundación para Investigación de la Biología Reproductiva de San Luis, incluyendo 790 casos. El trabajo ampliaba el anterior Respuesta sexual humana (Human Sexual Response), publicado en 1966 también por Masters & Johnson.
Antes de este trabajo la aproximación clínica a los problemas sexuales derivaba en gran medida de la doctrina de Freud. Se basaba en la psicopatología e incluía un cierto pesimismo sobre la posibilidad de ayuda o mejora, ya que los problemas sexuales eran meros síntomas de un malestar psicopatológico más profundo. Había poca distinción entre las dificultades en función y variaciones y entre las perversiones y problemas. A pesar del trabajo de psicoterapeutas como Balint, los problemas sexuales se dividían crudamente en frigidez e impotencia, términos que prontamente fueron adquiriendo connotaciones negativas en la cultura popular.
El logro de Insuficiencia sexual humana fue trasladar el tratamiento desde la psicopatología al aprendizaje: solo si un no respondía al tratamiento educativo se consideraban los problemas psicopatológicos. Además el tratamiento se destinaba a parejas, mientras antes se trataba a los pacientes individualmente, pues Masters & Johnson vieron que el sexo era un acto conjunto. Creían que la comunicación sexual era la clave de los problemas sexuales más que las dificultades específicas del individuo. También propusieron la co-terapia, asignando una pareja de terapeutas a la pareja de clientes, argumentando que un único terapeuta masculino no podría comprender totalmente las dificultades femeninas y viceversa.
Para definir el abanico de problemas sexuales, Masters & Johnson definieron una frontera entre disfunción y desviación. Las disfunciones eran transitorias y las experimentaban la mayoría de la gente: en el caso de los hombres eran la disfunción eréctil, la eyaculación precoz, la eyaculación retrasada, y en el de las mujeres la disfunción orgásmica, la dispareunia y el vaginismo. Según Masters & Johnson, la excitación sexual y el clímax son procesos fisiológicos normales de cualquier adulto funcionalmente intacto, pero a pesar de ser autónomos pueden ser inhibidos. El programa de tratamiento de Masters & Johnson para las disfunciones tenía una tasa de eficacia del 81,1 %.